# Ion Țugui
Ion Țugui (n. 24 decembrie 1933, Vicovu de Jos, județul Suceava – d. 20 februarie 2002, București) a fost un poet român, romancier, eseist și muzician. De asemenea a fost ufolog și parapsiholog.
După școala tehnică a cooperației din Rădăuți (1949-1951) a urmat liceul de muzică (1951-1954). Apoi a absolvit Conservatorul Ciprian Porumbescu secția de interpretare (1954-1959) și teoretică (1959-1964). Apoi a fost membru al orchestrei Operei Române (1957-1967), redactor pentru emisiunile radiofonice pentru copii și tineret la Radiodifuziunea Română. A fost apoi profesor la Liceul George Enescu, iar din 1971 comentator publicist la ziarul România Liberă, colaborator la România literară, Luceafărul, Viața Românească, s.a.
La recomandarea lui Mihu Dragomir, în 1958 Ion Țugui a debutat literar în revista Luceafărul.

## Cărți publicate (selecție)
Poezii, poeme, eseuri, reportaje
- Versuri, Editura pentru literatură, 1967
- Lava intermediară, poeme, Editura Albatros, 1970
- Canturile marelui pod, poeme, Editura Cartea Românească, 1972
- Ochii fastului, poezii, Editura Dacia, 1973
- Petrol și oameni, reportaje, Editura Eminescu, 1973
- Călător în zările de acasă, reportaje, Editura Eminescu, 1973
- Inițiere și elogiu. Poem antirăzboinic, Editura Cartea Românească, 1978
- Viață și priveliști din Infern, poem-eseu, Editura Abeona CEIT, 1993
- Sufletul între teroare și sublim, Editura RAI, 1995
- Invocațiile fericitului fără chip, poezii, Editura Junimea, 1995
- Inocența și păcatele. Reflecții despre lumea în care murim, Editura Semne, 1998
- Arta fascinației - eseuri, (postum) Editura Esoteria, 2002

Teatru
- Bătălia de la Podul Înalt, scenariu radiofonic, 1968

Povestiri, nuvele, roman
- Voievodeasa, roman, Editura Eminescu, 1976
- Exerciții de existență, roman, Editura Eminescu, 1982
- Trilogia solemnităților, roman:
- Solemnitățile supușilor, vol.1- Editura Cartea Românească, 1980
- Solemnitățile fericiților, vol.2 – Editura Cartea Românească, 1983
- Solemnitățile umiliților, vol.3 - Editura Cartea Românească, 1991
- Din tot sufletul pentru fericire, povestiri și nuvele, Editura Junimea, 1987
- Strania iubire, roman, Editura Globus & Editura Sirius, 1994
- Inocenții și blidul Satanei, Editura Sirius, 1944
- Fratele negru, fratele roșu, roman, Editura Transpres, Sibiu, 1995
- Intoleranța și ultimul înger, roman, Editura cartea Românească, 1995
- Păstorul de păsări. Romanul adolescenței, Editura Coresi, 2002
- Manechini și sentimente, roman, 2003

Literatură ezoterică
- Vise, viziuni, profeții, premoniții 1, Editura Roza Vânturilor, 1992
- Contacte cu Universul invizibil 2, Editura Moldinformbusiness, 1993
- Identitatea astrală a viselor 3, Editura Sirius, 1994
- Șapte ani apocaliptici. Dezvăluirile Contelui Incapucciato (1), Editura Cartea Românească, 1992
- Șapte ani apocaliptici. Dezvăluirile Contelui Incapucciato, ediție revăzută și adăugită, Editura Todor, 1994
- Iad contra Rai sau Frontul cosmic. Confesiunile Contelui Incapucciato (2), Editura Cartea Românească & Editura Lucky, 1994
- Apocalipsa de fiecare zi sau lumea în care trăim (3)
- Apocalipsa 2000. Paranormalul de lângă noi (coautor Emil Străinu), Editura Z2000, 2000
- Ghidul bioterapeuților și vizionarilor din România (coautor Diana Voivozeanu Țugui), Editura Esoteria, 2001
- Evenimente paranormale nerepetabile, Editura Dacia, 2001
- Lumea dintre două lumi. Normal și paranormal, Editura Coresi, 2002
- Fenomene paranormale, Editura Esoteria, (postum) 2002
- Simbolistica viselor. Dicționar. Interpretări, semnificații, ipoteze, Editura Esoteria, (postum) 2002